# Steatoda nigrocincta
Steatoda nigrocincta är en spindelart som beskrevs av O. Pickard-Cambridge 1885. Steatoda nigrocincta ingår i släktet vaxspindlar, och familjen klotspindlar. Inga underarter finns listade i Catalogue of Life.